# Castiglione di Sicilia
Castiglione di Sicilia – miejscowość i gmina we Włoszech, w regionie Sycylia, w prowincji Katania.

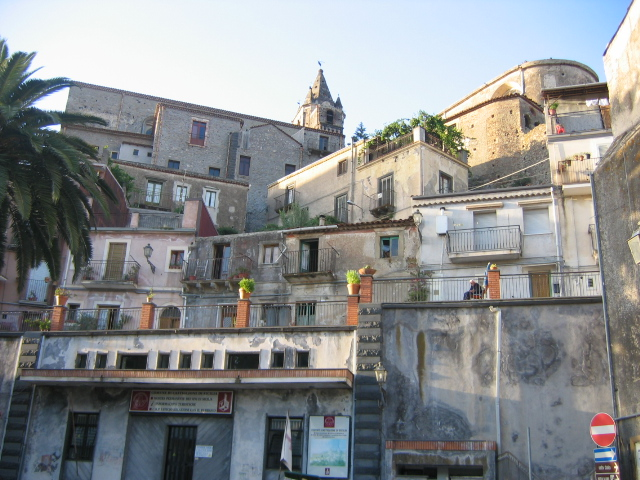
Fragment miasta

Według danych na rok 2004 gminę zamieszkiwały 3743 osoby, 31,2 os./km².